# Spogostylum arugotensis
Spogostylum arugotensis är en tvåvingeart som beskrevs av Zaitzev 1997. Spogostylum arugotensis ingår i släktet Spogostylum och familjen svävflugor. Inga underarter finns listade i Catalogue of Life.